# Chulum Juárez
Chulum Juárez es una localidad del estado mexicano de Chiapas. Es parte del municipio de Tila.

## Toponimia
El nombre «Juárez» rinde homenaje a Benito Juárez, presidente de México durante la Guerra de Reforma.

## Demografía
| Gráfica de evolución demográfica |
|                                  |

| Censo | Población |
| ----- | --------- |
| 1950  | 1 076     |
| 1960  | 863       |
| 1970  | 1 191     |
| 1980  | 1 410     |
| 1990  | 1 387     |
| 2000  | 1 189     |
| 2010  | 2 137     |
| 2020  | 2 716     |